# Jaume Pahissa i Jo

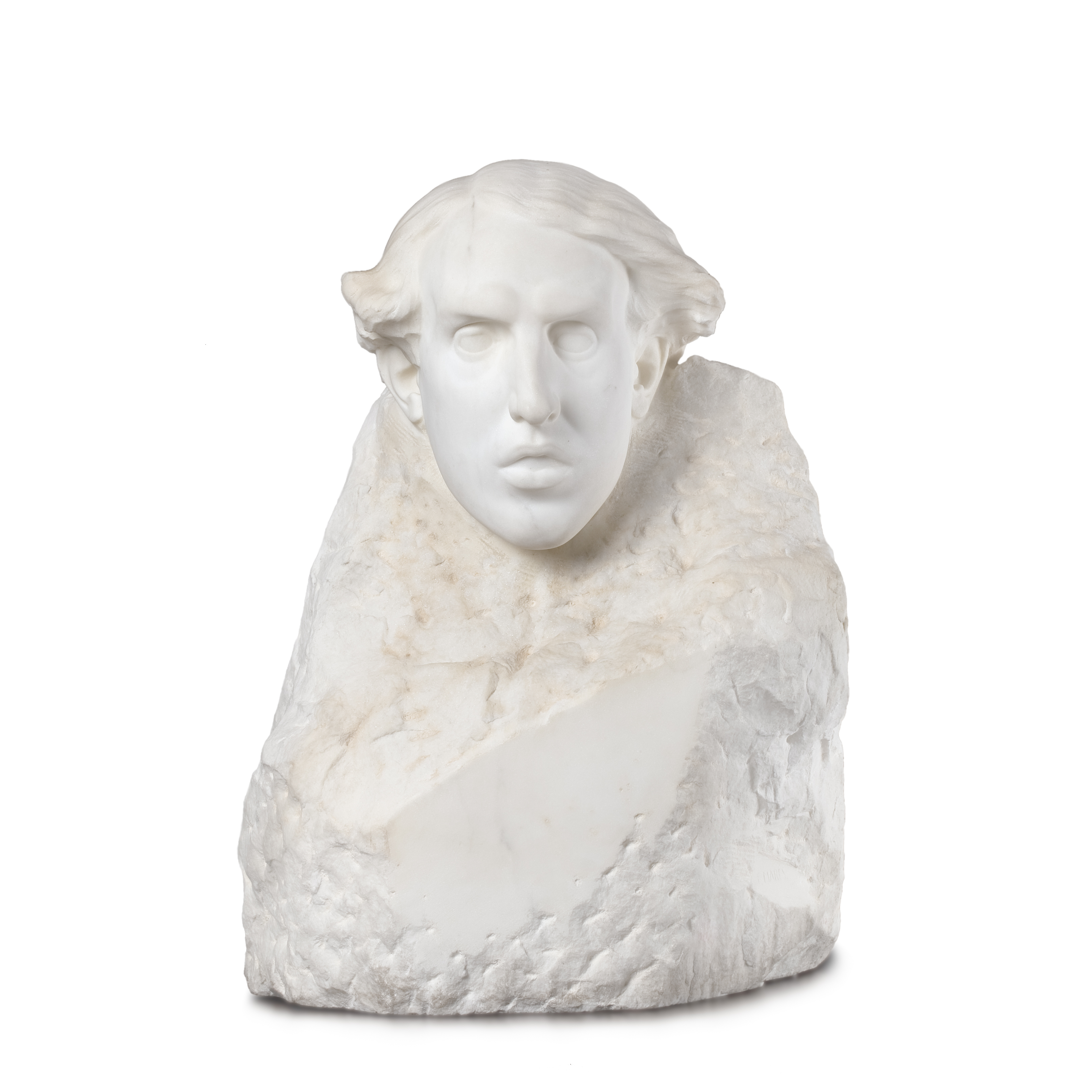
Büste von Jaume Pahissa (Bildhauer: Frederic Marès).

Jaume Pahissa i Jo (* 8. Oktober 1880 in Barcelona; † 27. Oktober 1969 in Buenos Aires) war ein katalanischer Dirigent und Komponist.

## Leben und Werk
Pahissa studierte zunächst parallel Architektur an der Universität Barcelona sowie Klavier bei Francesc Laporta und Komposition bei Enric Morera. Anschließend absolvierte er von 1910 bis 1911 Vertiefungsstudien in der Musik in Brüssel. Pahissa wurde vor allem als Komponist in Barcelona bekannt. 1937 ging er bürgerkriegsbedingt ins Exil nach Argentinien und ließ sich dauerhaft in Buenos Aires nieder. Er leitete als Dirigent das Orquestra Municipal in Barcelona, ab 1947 das Orquestra del Teatre Municipal de Buenos Aires und das uruguayische Orquestra Simfònica del SODRE.

### Der Komponist
Pahissa schrieb symphonische Werke wie El combat (1900, Die Schlacht), En les costes mediterrànies (1904, An der Mittelmeerküste) und El rabadà (1917, Der Hirtenjunge), die sinfonischen Gedichte De les profunditats a les altures (Aus der Tiefe in die Höhe) und El camí (1909, Der Weg), zwei Sinfonien (1900 und 1921), eine Sinfonietta (1921) und drei Orchesterwerke, in denen er nach seiner Diktion eine intertonale Sprache verwendet: Nit de somnis (1921, Nacht der Träume), Monodia (1925) i Suite intertonal (1926). Er komponierte musikalische Illustrationen wie Èdip rei (1901, Ödipus Rex), Prometeu encadenat (1903, Der in Ketten liegende Prometheus) i La campana submergida (1907, Die Taucherglocke) sowie die lyrische Komödie La presó de Lleida (1906, Die Haft in Lleida).
Er schuf Bühnenwerke wie die stark an Wagner-Musik erinnernde und eher symphonisch als in Richtung auf das Theater ausgerichtete Oper Margarida (1928), die auf dem früheren Werk La presó de Lleida basierte. Weitere Werke für die Bühne waren das auf einem Werk Jacint Verdaguers beruhende Stück Canigó (1910), Gal·la Placídia (1913) auf ein Libretto von Àngel Guimerà, die Opern La morisca (1919, Die Maurin) auf einen Text des katalanischen Schriftstellers Eduard Marquina und Marianela (1923), eine Anpassung eines Werkes von Benito Pérez Galdós.
Darüber hinaus komponierte er Kammer- und Klaviermusik sowie Kunstlieder wie das Trio en sol (1905), die Sonate für Violine und Klavier (1906), Fugen für Streichinstrumente, Klavierwerke wie Fantasia (1904), Piezas líricas (1906, Lyrische Stücke), Escenes catalanes (1916, Szenen aus Katalonien), Petites fugues a tres veus (1917, Kleine Fugen in drei Stimmen) sowie Peces espirituals (Spirituelle Stücke). Zwischen 1908 und 1935 schrieb Pahissa Lieder wie El vent de la tardor (Herbstwind), Per un bes (Für einen Kuss), Cançó de lladre (Das Lied des Räubers), El bastó (Der Stock), Cançó de fada (Das Lied der Fee) und La promesa (Das Versprechen).

### Der Lehrer und Musikschriftsteller
Seit 1933 war Pahissa Professor für Allgemeine Kultur und Musikästhetik am Conservatori del Liceu und ab 1935 Professor für Komposition am Städtischen Konservatorium von Barcelona. Von 1936 bis 1937 war er stellvertretender Direktor des Städtischen Konservatoriums von Barcelona. Als Musikschriftsteller und Musikkritiker in Barcelona veröffentlichte Pahissa Artikel in Fach- und Allgemeinzeitschriften wie Catalunya Nova, Revista de Catalunya, Pèl & Ploma, Vell i Nou, Revista Catalana, Mirador, La Publicitat und Las Noticias. Auch in seiner argentinischen Zeit veröffentlichte Pahissa zahlreiche musiktheoretische Werke wie Los grandes problemas de la música (1945), Espíritu y cuerpo de la música sowie biografische Werke wie Vida y obra de Manuel de Falla (1947, Leben und Werk von Manuel de Falla). Er übersetzte das Werk The Music of Spain von G. Chase ins Spanische.

### Pahissa im Exil
In Argentinien widmete sich Pahissa der Leitung der Konzerte von Radio El Mundo und weiterhin der Lehre im Bereich der Musik. Zudem entfaltete er eine intensive Vortragstätigkeit. Pahissa wirkte 1941 und 1960 als Präsident der katalanischen Jocs Florals im Exil in Buenos Aires. Er war Mitgründer der Agrupació d’Ajut a la Cultura Catalana (Verein der Unterstützung der katalanischen Kultur) in Buenos Aires. 1951 wurde Pahissa in die Real Academia de Bellas Artes de San Fernando in Madrid (Akademie der Schönen Künste San Fernando von Madrid) und 1961 in die Acadèmia de Belles Arts de Sant Jordi de Barcelona (Akademie der Schönen Künste von Barcelona) berufen.
Die meisten Musikkritiker qualifizierten Pahissas kompositorisches Werk als dem katalanischen Modernisme verpflichtet. Eugeni d’Ors verortet es eher in der Nachfolge- und Gegenbewegung des Noucentisme.